# Malin Fors
Malin Fors är en fiktiv kriminalinspektör vid Linköpingspolisen i en serie deckare skrivna av Mons Kallentoft.

## Serien om Malin Fors
- Midvinterblod (2007)
- Sommardöden (2008)
- Höstoffer (2009)
- Vårlik (2010)
- Den femte årstiden (2011)
- Vattenänglar (2012)
- Vindsjälar (2013)
- Jordstorm (2014)
- Eldjägarna (2015)
- Djävulsdoften (2016)
- Bödelskyssen (2017)[2]
- Himmelskriket (2018)[3]
- Satanskäftarna (2020)